# Antoine Cornic
Pour les articles homonymes, voir Cornic.
Antoine Cornic est un navigateur français de course au large, né le 4 janvier 1980 à Drancy. À la barre de l'Imoca Human immobilier, il se qualifie pour le Vendée Globe 2024-2025.

## Biographie
Ses parents se rencontrent « sur l'eau, en Normandie » : son père est en équipe de France de 470 et sa mère court sur Moth-Europe. Le couple a deux garçons. Antoine naît le 4 janvier 1980 à Drancy, en Seine-Saint-Denis. Laurent, son cadet, est un régatier, comme ses parents. Antoine préfère le large. En 1997, il est champion de France de judo. Il pratique aussi le rugby.

### Mini
En 2000 et 2001, il court sur le circuit Mini. Il arrête ses études de kinésithérapie afin de préparer la Mini Transat. Il acquiert le prototype 135 Goudurix 3, un plan Finot-Conq de 1995, qui devient Oceanic. À sa barre, il termine 10e sur 33 protos dans la Mini Transat.
Il envisage de courir le Vendée Globe 2004. Le projet n'aboutit pas, faute de financement,. En 2003, à la barre du Mini 198, il veut établir un record de traversée de l'Atlantique nord en Mini, en solitaire, mais il casse son bateau. Il perd son sponsor.
En 2004, il devient restaurateur sur l'île de Ré. Son affaire ne lui laissant aucun temps libre, il finit par la vendre. En 2014, il prend un nouveau restaurant, qui n'ouvre que deux soirs par semaine. À partir de 2015, il joue au rugby en tant que pilier droit du Stade niortais.
En janvier 2016, il renoue avec la classe Mini. Il achète le proto 759 Follow me, un plan Manuard de 2009. En 2017, il arrête le rugby trois mois avant le départ de la Mini Transat, pour ne pas risquer de se blesser. Il termine 11e sur 25 protos.

### Imoca

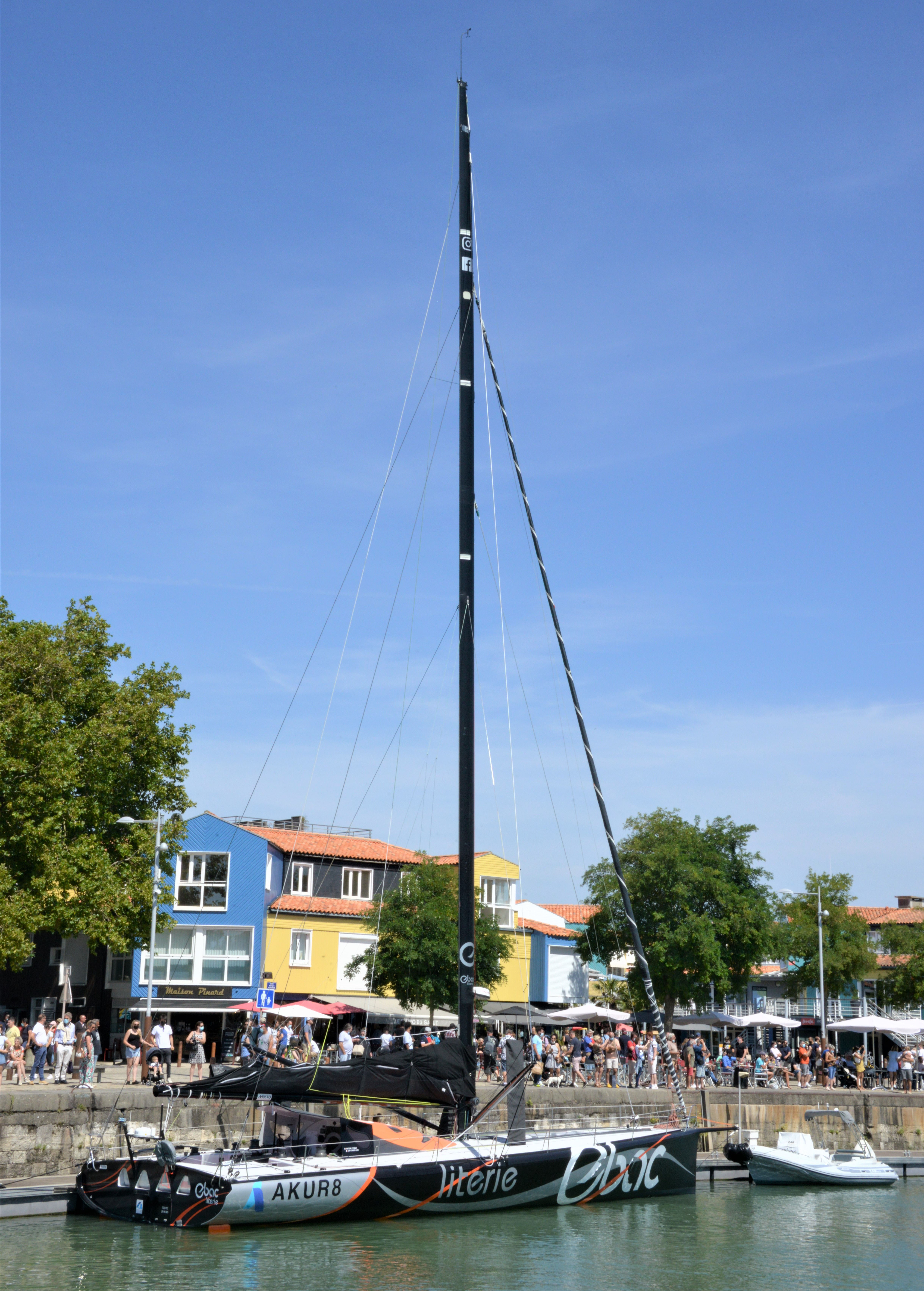
L'Imoca Ebac à La Rochelle, en août 2021.

En février 2020, il acquiert l'Imoca O Canada de Jack Bouttell, un plan Owen Clarke mis à l'eau en 2006,,. Le bateau devient Ebac. En se rendant en mer Méditerranée, il démâte au cap Finisterre. Cornic achète le mât-aile de rechange de l'Initiatives-Cœur de Samantha Davies. Mais fixer ce mât, différent du précédent, nécessite un gros chantier d'adaptation. Il faut modifier les cadènes, mettre en place des outriggers. Mené par Cornic et Jean-Charles Luro, Ebac termine 20e sur 22 Imoca dans la Transat Jacques-Vabre 2021.
En 2022, Ebac literie est 20e sur 24 dans la Bermudes 1000 Race et 16e sur 25 dans la Vendée-Arctique.
En octobre, Human immobilier devient le sponsor titre du projet. En novembre, dans la Route du Rhum, Human immobilier est 22e sur 38 Imoca.

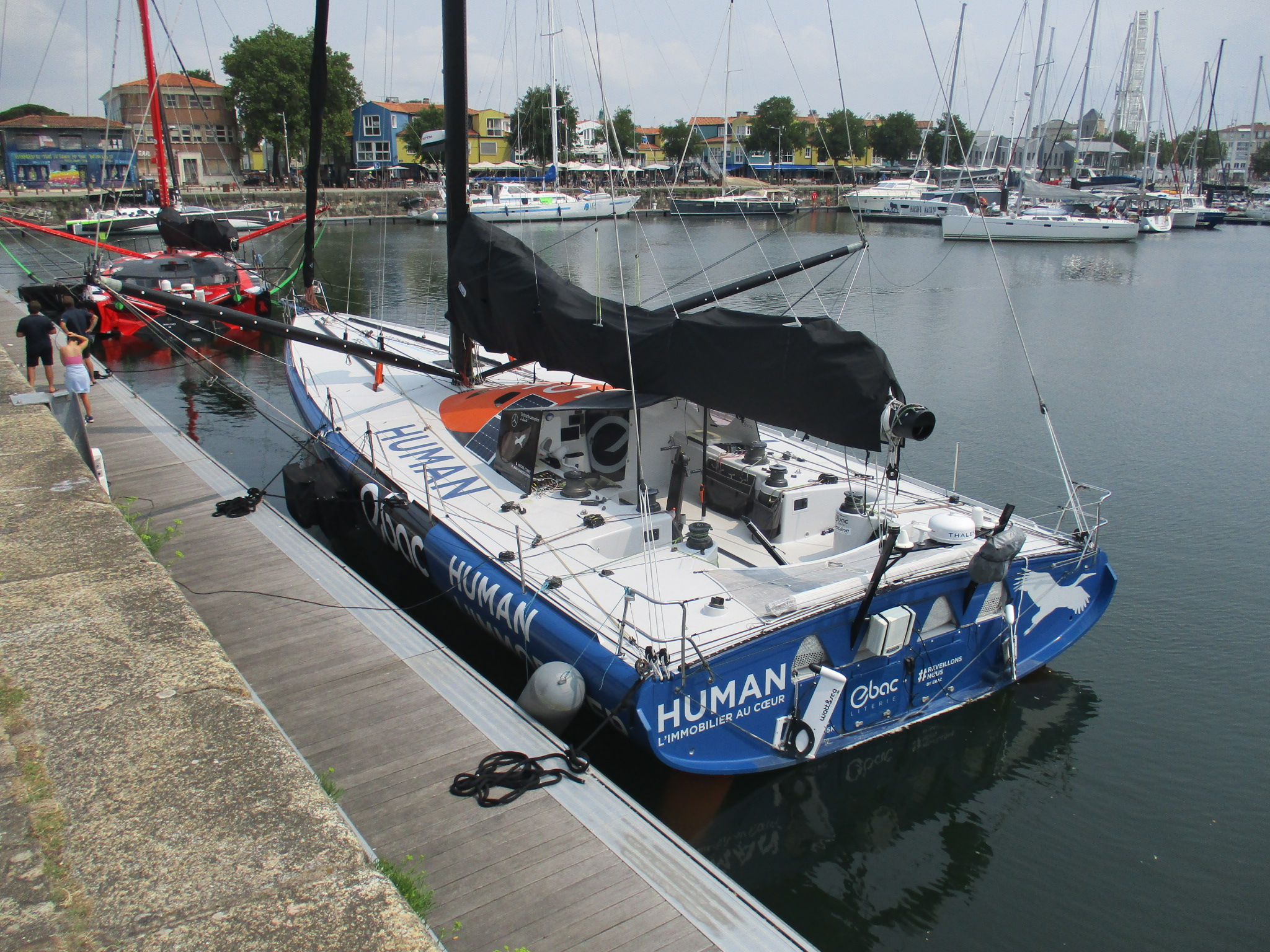
L'Imoca Human immobilier à La Rochelle, en juin 2023.

En septembre 2023, dans les 48 Heures du Défi Azimut, Cornic et Jean-Charles Luro se classent 30es sur 33. En novembre, dans la Transat Jacques-Vabre, Cornic et Luro finissent 30es, sur 40 Imoca. En décembre, Cornic s'engage dans le Retour à la base, course en solitaire Fort-de-France-Lorient. La traversée se transforme pour lui en un « véritable calvaire », car il souffre de la dengue : « beaucoup de fièvre, des courbatures partout, je transpire, donc tout devient très compliqué au niveau des manœuvres […] Je suis anéanti physiquement. » Il termine 26e sur 32.
En avril 2024, il prend le départ de The Transat, ce qui parachève son parcours qualificatif pour le Vendée Globe,. Deux jours après le départ, Human immobilier est couché par une rafale. L'axe de tête de voile est cassé, ainsi que la galette de J3. Le lendemain, Cornic signifie son abandon.
Le 10 novembre 2024, il est au départ du Vendée Globe 2024-2025.

## Palmarès

### À la barre du Mini proto 135
2001 :
- 13e sur 29 protos dans la Pornichet Sélect 6.50, à la barre d'Oceanic[8]
- 20e sur 36 protos dans le Mini Pavois, à la barre d'Oceanic[8]
- 14e sur 30 protos dans la Mini-Fastnet, avec Laurent Cornic, à bord d'Oceanic[8]
- 10e sur 33 protos dans la Mini Transat, à la barre d'Oceanic[8]

### À la barre du Mini proto 759
- 2016. 3e sur 10 protos dans la Pornichet Sélect 6.50, à la barre de Follow Me[10]

- 2017 :
  - 7e sur 18 protos dans le Trophée Marie-Agnès Péron, à la barre de Destination île de Ré[10]
  - 10e sur 26 protos dans la Mini-Fastnet, avec Laurent Cornic, à bord de Destination île de Ré[10]
  - 11e sur 25 protos dans la Mini Transat, à la barre de Destination île de Ré[10]

### À la barre de l'ImocaEbac, FRA 1461
2021. 20e sur 22 Imoca dans la Transat Jacques-Vabre, en double avec Jean-Charles Luro, en 24 j 22 h 58 min 32 s

### À la barre de l'ImocaEbac literie, FRA 1461
2022 :
- 20e sur 24 de la Bermudes 1000 Race[14]
- 16e sur 25 de la Vendée-Arctique-Les Sables-d'Olonne[15]

### À la barre de l'ImocaHuman immobilier, FRA 1461
- 2022. 22e sur 38 Imoca dans la Route du Rhum 2022, en 14 j 7 h 34 min 25 s[17]

- 2023 :
  - 30e sur 33 dans les 48 Heures du Défi Azimut, en double avec Jean-Charles Luro[18]
  - 30e sur 40 Imoca dans la Transat Jacques-Vabre, en double avec Jean-Charles Luro, en 17 j 7 h 35 min 15 s[19]
  - 26e sur 32 du Retour à la base en 12 j 13 h 19 min 23 s[21]
- 2025 :
  - 28e du Vendée Globe 2024-2025 en 96 j 1 h 0 min 59 s[26]